# (38223) 1999 NG38
1999 NG38 (asteroide 38223) é um asteroide da cintura principal. Possui uma excentricidade de 0.14009660 e uma inclinação de 4.79640º.
Este asteroide foi descoberto no dia 14 de julho de 1999 por LINEAR em Socorro.